# GreyCortex
GreyCortex s.r.o. je společnost se sídlem v Brně. Zabývá se výzkumem síťového toku a analýzou moderního malwaru. Produkt společnosti, Mendel, je nástroj na analýzu síťového přenosu (NTA), který identifikuje počítačové hrozby a útoky pomocí umělé inteligence a strojového učení. Tento software poskytuje podrobnou viditelnost síťového přenosu pro forenzní analýzu a obranu před různými poškozeními infrastruktury. V roce 2019 rozšířil svoji působnost ze sektoru bezpečnosti informačních technologií (IT) také do sektoru bezpečnosti operačních technologií, OT, neboli také ICS (Industrial Control Systems), tedy bezpečnosti průmyslových řídících systémů.

## Historie
Dva ze zakladatelů společnosti, Michal Drozd a Petr Chmelař, se setkali v roce 2009 na brněnském Vysokém učení technickém během doktorského studia. Petr Chmelař se zde zabýval data miningem a strojovým učením v rámci analýzy obrazu a videa, v nichž analyzoval například chování osob v prostředí letiště. Se svou metodou několikrát po sobě úspěšně absolvoval prestižní US NIST Challenge. Michal Drozd se zabýval počítačovou bezpečností, konkrétně se jednalo o analýzu chování na míru připraveného síťového malware, jeho projevů, a především možností jeho detekce v rámci síťové komunikace. Jeho zkušenosti vycházely z útoků na komerční společnosti při penetračních testech, s využitím metod sociálního inženýrství.
V roce 2013 došlo k přesunu z akademického prostředí pod skupinu Cleverlance, která do dalšího vývoje produktu vložila prvotní investici, za jejíž pomoci se podařilo kolem produktu postavit menší tým a produkt se v roce 2014 dostal na trh k prvním zákazníkům pod tehdejším názvem TrustPort Threat Intelligence.
Další rozvoj ale nebyl jednoduchý a začaly první úvahy o vyčlenění projektu do samostatné společnosti. V tuto dobu do jednání vstoupil další ze zakladatelů a současný ředitel GreyCortexu Petr Chaloupka, který v předchozí době působil jako manažer v AVG Technologies a Konica Minolta. Po úvodním představení záměru založení vlastní společnosti Václavu Muchnovi z Y Soft a jeho kolegům z Y Soft Ventures, čímž začalo jednání o vyčlenění ze skupiny Cleverlance a založení vlastní společnosti právě s investiční podporou ve výši 1,3 miliónu USD.
Z původních osmi zakladatelů, kteří ve společnosti i nadále na různých pozicích působí, měla na konci roku 2019 společnost více než 40 zaměstnanců a plánovala expanzi na globální trhy, přičemž se od počátku soustředila na „domácí“, tedy český a slovenský trh. Mezi první zákazníky společnosti GreyCortex patřila například Česká pošta, Kiwi.com nebo Státní univerzita v Mexiku.
V současnosti se Mendel také používá jako součást povinného bakalářského kurzu „Bezpečnost informačních a komunikačních technologií 2“, který je na Fakultě elektrotechniky a komunikačních technologií nabízen v programu Informační bezpečnost.
24. října 2019 uspořádala společnost první bezpečnostní konferenci s názvem GreyCortex Day, které se zúčastnili partneři, přednášející z oblasti kybernetické bezpečnosti, zákazníci a odborná veřejnost.

#### Vstup do ESET Technology Alliance
Ještě v průběhu roku 2016 začala jednání se společností ESET o vstupu GreyCortexu do ESET Technology Alliance, která byla úspěšně završena v první polovině následujícího roku. Firmě se tak kromě vlastních, již existujících či budovaných obchodních kanálů otevřela cesta do více než 200 zemí světa, kde ESET působí.

#### Pozvání do Microsoft Cybersecurity Tech Accord
18. ledna 2019 se společnost GreyCortex připojila k Microsoft Cybersecurity Tech Accord. Tím se celkově 79 signatářů, mezi které patří společnosti jako Tenable, FireEye, F-Secure, VMware nebo RSA, zavázalo k neustálému zlepšování bezpečnosti kybernetického prostoru.

#### Šíření na světovou scénu
Od podzimu 2017 má firma obchodní zastoupení v Polsku a začátkem roku 2018 založila v Japonsku první pobočku mimo Evropu, z níž řídí aktivity v celém regionu Asie a Pacifiku (APAC).
V roce 2019 pokračoval další růst společnosti a po dokončení verze produktu pro zabezpečení a monitoring SCADA / OT (průmyslových sítí), získala v tomto segmentu první zákazníky.
V březnu roku 2019 se jako jediná firma z kontinentální Evropy dostala do žebříčku společnosti Gartner jako jeden z klíčových vendorů NTA řešení.

## Produktové řešení
Pro zpracování dat využívá Mendel implementaci vlastního protokolu ASNM, a to kvůli nevyhovující vlastnosti agregace dat protokolu IPFIX.
Základní funkce monitorování sítě umožňuje automaticky poznat nežádoucí síťovou komunikaci a aktivitu uživatelů, infikované stanice, útoky a anomálie v celkové datové síti a její aplikacích skrz známé signatury, které jsou průnikem vnitřního výzkumu a neveřejné databáze společnosti ProofPoint.[zdroj?]
Komponenta, která analyzuje datové toky skrz strojové učení, se nazývá Network Behaviour Analysis (NBA). Analýza síťového chování může na rozdíl od systémů založených na signaturách, jako je antivirový software, detekovat nové nebo stále neznámé hrozby a útoky.[zdroj?]
Třetím prvkem řešení, je integrační a korelační metodika, která umožňuje vytvářet události rozšířeny o kontext a návaznost k ostatním hrozbám.[zdroj?]

## Ocenění
- 12. prosince 2019 Ernst & Young 's Cyber Security Trophy, v kategorii Cyber Space Innovation[15]
- 13. října 2017 soutěž o nejlepší startup ve střední a východní Evropě na 3. Evropském fóru pro kybernetickou bezpečnost[16]
- 25. září 2017 České finále středoevropských startupových cen 2017 (CESA) v Praze, uznalo GreyCortex jako nejlepší AI Startup v zemi.[17]
- 22. června 2020 Sdílené čtvrté místo v soutěži Hack The Crisis [18]
- 19. listopadu 2020 Druhé místo v kategorii RISING STARS žebříčku Technology Fast 50 společnosti Deloitte[19][20]